# (2901) Bagehot
(2901) Bagehot (1973 DP; 1959 JE; 1980 SE) ist ein Asteroid des äußeren Hauptgürtels, der am 27. Februar 1973 vom tschechischen (damals: Tschechoslowakei) Astronomen Luboš Kohoutek an der Hamburger Sternwarte in Hamburg-Bergedorf (IAU-Code 029) entdeckt wurde. Er gehört zur Koronis-Familie, einer Gruppe von Asteroiden, die nach (158) Koronis benannt ist.

## Benennung
(2901) Bagehot wurde nach dem  Volkswirten, Journalist und Herausgeber der Wochenzeitung The Economist Walter Bagehot (1826–1877) aus dem Vereinigten Königreich benannt. Die Benennung wurde von O. Morton vorgeschlagen.